# Конъюнктивит (Южный Парк)
«Конъюнктиви́т» (англ. Pinkeye) — седьмой эпизод сериала «Южный Парк», его премьера состоялась 29 октября 1997 года. Это первый в сериале эпизод, приуроченный к Хэллоуину.

## Сюжет
Спустя примерно 25 секунд после начала серии погибает Кенни — на него падает станция «Мир», на которой произошли неполадки. Его увозят в морг, где в его тело случайно закачивают Ворчестерширский соус, в результате чего он внезапно оживает и кусает работников морга.
На следующее утро, в Хэллоуин, ребята стоят на остановке: Стэн глупо выглядит, потому что нарядился Тряпичным Энди (они договорились с Венди), Картману мама сделала костюм Гитлера, а Кайл нарядился Чубаккой. К ним подходит Кенни, превратившийся в зомби: он не разговаривает и разлагается. Однако те считают, что это не более чем костюм.
Когда дети приходят в класс, выясняется, что все в классе, включая мистера Шляпу (сам мистер Гаррисон одет Мэрилин Монро), как и Кайл, сделали себе костюмы Чубакки (в том числе Венди, которая пообещала Стэну одеться Тряпичной Энни). Во время конкурса Кенни начинает нападать на людей и пытаться есть их мозги. Директриса Виктория, заметив костюм Картмана, показывает ему воспитательный фильм про Гитлера, но тот производит отличное впечатление на Эрика. Директриса делает Картману новый костюм привидения, не замечая, что получился, скорее, костюм члена «Ку-Клукс-Клан». Шеф при виде этого костюма в ужасе убегает.
Тем временем люди в округе начинают превращаться в зомби и пожирать мозги друг друга. Однако местный доктор ставит им всем один и тот же диагноз — конъюнктивит.
Кайл бегает домой и возвращается в сложном костюме, изображающем Солнечную систему. Однако приз получает Венди за костюм Чубакки; второе место получает Кенни, а приз за худший костюм достаётся Стэну.
Тем временем в городе становится всё больше зомби. Шеф подозревает, что дело вовсе не в глазной болезни, и пытается доложить об этом мэру, но ей не до этого. Тем временем ребята ходят по домам и выпрашивают конфеты (директриса сменила Эрику костюм Гитлера на костюм привидения, очень смахивающий на форму Ку-клукс-клана, а Кайл переоделся Дракулой). Однако Кенни нападает на всех людей, к которым они заходят, и ест их мозги.
Шеф разыскивает ребят и объясняет, что город заполонили зомби. Они начинают бороться против них с помощью бензопил, однако Шеф и сам внезапно становится зомби. Стэн встречает ставшую зомби Венди, но не решается её распилить. В конце концов Кайл звонит в компанию, производящую соус, и там ему объясняют, что надо убить только одного зомби — самого первого, тогда остальные снова станут нормальными. Кайл распиливает Кенни вдоль пополам, все зомби, даже убитые, обратно превращаются в людей, а Венди мирится со Стэном, но его опять рвёт прямо на неё.
В конце эпизода Кайл, Стэн и Картман стоят на могиле Кенни (Эрик даже плачет, плаксиво бормоча «Пацаны… серьёзно…»). Когда они уходят, Кенни восстаёт из могилы (его тело зашито); тут же на него падает статуя с соседнего надгробия, а потом самолёт.

## СмертьКенни
В этом эпизоде Кенни впервые умирает несколько раз:
- В начале на него падает станция «Мир».
- В конце войны с зомби его распиливает пополам Кайл. После этого он говорит: «О боже мой! Я убил Кенни! Сволочь!»
- В финале, после восстания из могилы, его давит статуя, а чуть позже — самолёт.

## Персонажи
В этом эпизоде впервые появляются:
- Директриса Виктория
- Карлик в бикини

## Костюмы
- Стэн: Тряпичный Энди
- Кайл: Чубакка, Солнечная система, Дракула
- Картман: Гитлер, привидение (с виду — участник Ку-клукс-клана: при его виде Шеф с криком убегает)
- Кенни: зомби (однако по ошибке получает приз за костюм Эдварда Джеймса Олмоса)
- Венди, мистер Шляпа и все третьеклассники: Чубакка
- Шеф: Ивел Книвел, Майкл Джексон из клипа «Thriller»
- Мистер Гаррисон: Мэрилин Монро

## Пародии
- Сцена в клинике, где врач осматривает работников морга - пародия на фильм «Возвращение живых мертвецов».
- Песня и танец Шефа, превратившегося в зомби, пародируют клип «Thriller» Майкла Джексона.
- Рука Кенни, внезапно появляющаяся из земли в финале эпизода, — пародия на фильм «Кэрри».
- Момент, когда ребята, вооружённые бензопилами, кромсают нападающих на них зомби пародирует схожий эпизод из фильма «От заката до рассвета», о чём свидетельствует сцена, когда Стэн мешкает с убийством превратившейся в зомби Венди, а Картман подговаривает его убить её

## Факты
- Появление инопланетян: изображение инопланетянина можно увидеть на банке в морге, когда санитары осматривают Кенни, и там же — на листике, приклеенном к календарю. Чуть позже, когда мама Картмана поёт песню про Хэллоуин, на крыше её дома инопланетянин вылезает из разбившейся летающей тарелки.
- Возле морга Саус Парка похоронены люди. Есть надгробные камни посреди которых стоит таксофон.
- На упавшей станции можно заметить трупы космонавтов.
- Судя по событиям этого эпизода, Кенни действительно привязан к остальной троице мальчиков: в состоянии зомби он, похоже, совершенно неопасен для них, хотя по отношению к другим людям довольно агрессивен.
- На стене кабинета директрисы Виктории висят плакаты «Вперёд, коровы» (англ. Go cows) и «Чтение рулит» (англ. Reading Rocks). Кроме того, на полочке там же стоит фотография Кэти Ли Гиффорд.
- Учебный фильм, который смотрит Картман, называется «That Guy Hitler» (рус. Этот парень Гитлер).
- Лиэн среди прочих страшных вещей вешает на дверь дома портрет Ричарда Никсона.
- Украшая дом, Лиэн поёт народную песню «It’s the Most Wonderful Time of the Year».
- На стене комнаты Шефа висит постер озвучивающего Шефа Айзека Хейза. Кроме того, у Шефа стоит фотография с Кэти Ли Гиффорд (у них были отношения в серии «Набор веса 4000»).
- В сцене разрушения города можно заметить сидящих на крыше здания с ружьём Джимбо и Неда (как становится известно в эпизоде «Кошмарный Марвин», эти двое составляют отряд самообороны Саут-Парка). Кроме того, там же можно заметить, как двое зомби перебрасываются головой «мистера Маккормика», ранее появившегося в эпизоде «Смерть» и погибшего. На основании сходства его с Кенни (по фамилии) и с появляющимся в серии «Кошмарный Марвин» отцом Кенни можно с уверенностью сказать, что этот персонаж является если не периодически погибающим отцом (в первоначальной версии авторов сериала), то как минимум периодически погибающим родственником Кенни. Однако, и сам мистер Маккормик появляется в той же серии, где появляется настоящий отец Кенни.
- На обложке журнала «Шлюхи-наркоманки» с изображением Лиэн находится надпись: «Five on one action» (Пятеро в одном акте). Поскольку в фильме Паркера и Стоуна упоминалась давшая название их группе позиция DVDA (четверо на одну женщину), видимо, миссис Картман добилась позиции «пятеро на одну».
- На кладбище можно заметить статую героя фильма «Оргазмо».
- Когда дети приходят за помощью к Шефу, то он пугается, заметив на Картмане костюм, очень напоминающий робу деятелей Ку-клукс-клана. Позже, Шеф обещает «серьёзно поговорить» с Картманом.
- Когда Кенни оживает в морге, у него полностью открыты глаза. В дальнейшем у него правый глаз открыт наполовину.
- На станции «Мир» под лампой аварийной сигнализации есть надпись на испанском «una problema», английском «warning» и кириллицей «УфпхЗИ», что скорее всего, должно означать то же самое на русском. Вероятно это ошибка, но учитывая сатирический характер мультфильма — это может быть пародия на привычку американских режиссёров вместо обычных русских слов использовать глупую мешанину из букв.
- В сцене, когда в морг врываются зомби, на шкафу можно увидеть чучело Китти—Кошки Картмана;
- Когда Стэн подходит к шкафчикам, во время осмотра в морге, бутылка с соусом уходит на второй план (оказывается позади Стэна). Кроме того, упавшая бутылка сначала оказывается горлышком налево, потом к экрану и вскоре возвращается в исходное положение.